# Bibliothèque de Vallila
La bibliothèque de Vallila (finnois : Vallilan kirjasto) est une bibliothèque du réseau de bibliothèques, située dans le quartier de Vallila à Helsinki en Finlande.

## Présentation
La bibliothèque est installée dans un bâtiment conçu par Juha Leiviskä.
La bibliothèque de Vallila dispose d'un espace d'exposition, la Galleria Kajava, qui accueille des expositions temporaires mensuelles.